# Хуан Вучетич
Хуан Вучетич (також Вуцетіч (під час життя в Австро-Угорщині - Іван Вучетич Ковачевич), ісп. Juan Vucetich; 20 липня 1858 Хвар, Австро-Угорщина - 25 січня 1925, Долорес) - аргентинський антрополог і криміналіст.

## Біографія
Іван Вучетич народився в хорватській сім'ї на острові Хвар, в тодішній Австро-Угорщині. У 1884 році він емігрував і оселився в Аргентині. У 1888 році вступив на службу до головного управління поліції Буенос-Айреса.
У 1891 році йому доручили організувати бюро ідентифікації, застосувавши антропометричну систему Бертильона. У цьому ж році він познайомився в статті Варін «Les empreintes digitales d'apres Galton» з роботами Гальтона про відбитки пальців і долонь і у нього виникла ідея розробити метод класифікації відбитків пальців, придатний для ідентифікації. Тобто, так само як і у Гальтона, ідея у Вучетича про створення системи реєстрації виникла на основі знання про метод Бертильона. У своєму бюро, застосовуючи антропометрію, він ввів і картки з відбитками десяти пальців.
І він дійсно створив систему класифікації. Першу і реально діючу систему. Але будучи людиною надзвичайно сумлінною, в своїй статті «Instrucciones gnerales para el sistema antropometrico» в 1893 році пише, що зобов'язаний Гальтону ідеєю досліджувати відбитки пальців і що він запозичив у нього основи його першої системи.
У 1904 році з'явився капітальна праця Вучетича «Dactiloscopia comparada» («Порівняльна дактилоскопія»). Дактилоскопічна система реєстрації Вучетича набула поширення, в основному, в Південній Америці - в Бразилії, Чилі, Уругваї, Перу, Парагваї, Болівії.
У 1907 р. Паризька Академія наук визнала пріоритет системи Вучетича. Однак, питання про те, хто перший побудував дактилоскопічну класифікацію, викликав в історії дактилоскопії гострі суперечки, особливо в Англії і Південній Америці, тобто питання про те, яка система створена раніше - система Гальтона-Генрі або Вучетича. Едмонд Локарєв, французький криміналіст, пише:
«Деякі дати можуть внести ясність в цю суперечку. Відомо, що система Вучетича, винайдена ним в червні 1891 року, була введена в практику поліції Буенос-Айреса з вересня того ж року; картки, складені в цей час, збереглися. У Бенгалії, навпаки, відбитки пальців стали використовуватися тільки в підкріплення антропометрії, введеної там в 1892 році. Тільки в 1897 році вироблені в Бенгалії досліди з дактилоскопічними картками були схвалені урядом і система Генрі стала застосовуватися у всій Індії. За всіма даними система Генрі - більш пізнього походження.
З іншого боку, заявою самого Вучетича ясно встановлюється, що його спроба побудувати дактилоскопічну ідентифікацію стала наслідком вивчення праці Гальтона.
Таким чином справа виглядала так: Вучетич запозичив у Гальтона ідею ідентифікації злочинців за допомогою відбитків їх пальців, але дактилоскопічну ідентифікацію він побудував перший.
Ця боротьба аргентинських Капулетті з англійськими Монтеккі скінчилася не як у Шекспіра - трагічним шлюбом, але цілою серією щасливих союзів: дослідники в області ідентифікації, знаходячи безперечною відправну точку зору системи Вучетича і багато хорошого в системі Генрі, але вважаючи першу систему бідною системою, а другу занадто складною, спробували поєднати ясність однієї з багатством іншої; так виникло безліч систем, з яких жодна, думаю я, не досконала, але кожна має свої переваги.» (Едмонд Локарєв).
Першим практичним результатом Регістру іконофалангометріі Вучетича стало гучна справа Франціски Рохас. Вона звинуватила коханця в убивстві двох її дітей. Однак, криваві відбитки папілярних ліній на дерев'яних воротах садиби Рохас дали незаперечний доказ, що дітей зарізала їх власна мати.